# Calicnemia eximia
Calicnemia eximia е вид водно конче от семейство Platycnemididae. Видът не е застрашен от изчезване.

## Разпространение
Разпространен е в Бангладеш, Бутан, Виетнам, Индия (Андхра Прадеш, Асам, Джаму и Кашмир, Западна Бенгалия, Мегхалая, Мизорам, Нагаланд, Пенджаб, Сиким, Утар Прадеш, Утаракханд и Химачал Прадеш), Китай (Гуанси, Съчуан и Юннан), Мианмар, Непал и Тайланд.